# Ушкын (Кошкаратинский сельский округ)
Ушкын (каз. Ұшқын) — село в Келесском районе Туркестанской области Казахстана. Входит в состав Кошкаратинского сельского округа. Код КАТО — 515471800.

## Население
В 1999 году население села составляло 454 человека (247 мужчин и 207 женщин). По данным переписи 2009 года, в селе проживало 435 человек (244 мужчины и 191 женщина).